# Реджо (герцогство лангобардов)

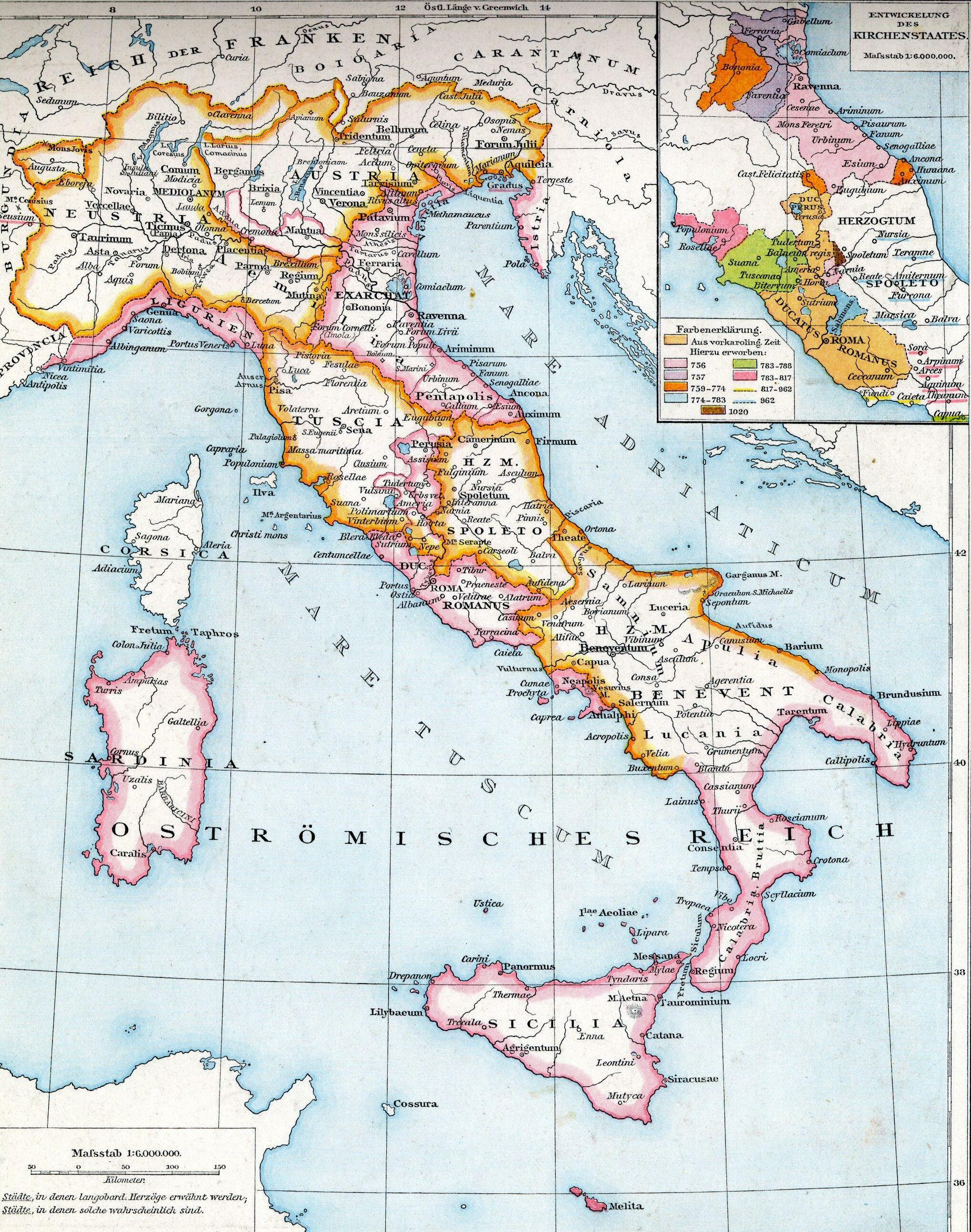
Реджо в составе Лангобардского королевства

Герцогство Реджо (итал. Ducato di Reggio) — историческое государство на Апеннинском полуострове, находившееся под властью Лангобардского королевства. После вторжения лангобардов в Италию регион Эмилия, основанный римлянами, оказался разделенным на две части. Пьяченца, Парма, Реджо и Модена стали лангобардскими герцогствами, а территория от Равенны до Болоньи находились под контролем Византийской империи города под именем Равеннского экзархата. Между двумя сторонами шли постоянные войны. Лангобардам окончательно удалось захватить этот регион лишь в 728 году, завладев последним форпостом византийцев городом Имола.

## История
Герцогство Реджо было одним из герцогств, основанных лангобардами в Италии. Информация об этом государстве очень скудна из-за отсутствия источников. Даже дата учреждения герцогства неясна. Возможно, что оно восходит как ко времени первого проникновения лангобардов в этот регион в период герцогов, в 570-х или 580-х годах, так и ко времени завоевания города королём Агилульфом в 593 году.